# Guatteria klugii
Guatteria klugii R.E.Fr. – gatunek rośliny z rodziny flaszowcowatych (Annonaceae Juss.). Występuje naturalnie w Ekwadorze, Peru, Boliwii oraz Brazylii. 

## Morfologia
PokrójZimozielony krzew dorastający do 2 m wysokości. Gałęzie są owłosione.
LiścieMają lancetowaty kształt. Mierzą 7–11 cm długości oraz 1,5–2,5 szerokości. Nasada liścia jest ostrokątna. Liść na brzegu jest całobrzegi. Wierzchołek jest spiczasty. Ogonek liściowy jest owłosiony i dorasta do 2–3 mm długości.
KwiatySą pojedyncze. Rozwijają się w kątach pędów. Działki kielicha mają owalny kształt i dorastają do 7 mm długości. Płatki mają lancetowaty kształt. Osiągają do 10–20 mm długości.

## Biologia i ekologia
Rośnie w lasach.